# Sabanejewia kubanica
A Sabanejewia kubanica a sugarasúszójú halak (Actinopterygii) osztályának pontyalakúak (Cypriniformes) rendjébe, ezen belül a csíkfélék (Cobitidae) családjába tartozó faj.

## Előfordulása
A Sabanejewia kubanica előfordulási területe az Oroszországban található Kubány folyó torkolatvidékén van.

## Megjelenése
Az átlagos hossza 5-6 centiméter, de akár 6,5 centiméteresre is megnőhet. Az oldalvonala mentén egy sötét pontokból álló sor van. A hátúszó elülső töve a hasúszók előtt helyezkedik el.

## Életmódja
A boreális éghajlat édesvízi hala, mely a folyómedrek fenekén él. Sokféle vízfolyásban is meg tud élni, a gyors patakoktól egészen sekély vizű alföldi patakokig. A kavicsok között rejtőzködik.